# 尾刺

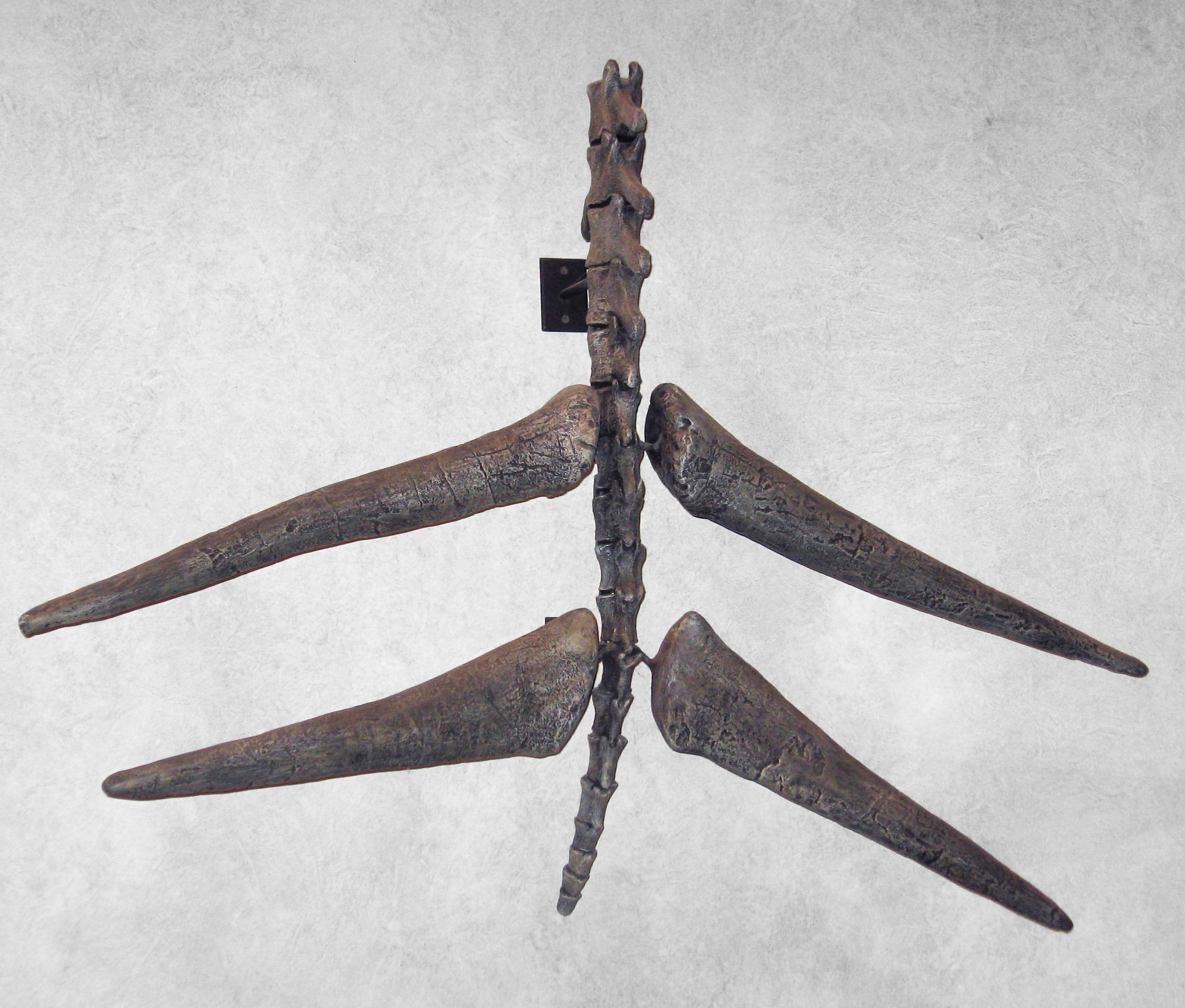
劍龍尾部生長的尾刺

尾刺（發音爲/ˈθæɡəmaɪzər/）是一劍龍科動物尾部特有的劍狀物，通常有四到十根。這些劍狀物被認為是牠們作為自我保護的一種手段。
這些劍狀物物本沒有特有的名稱，英語中的“thagomizer”一詞在1982年由加里·拉尔森（Gary Larson）在其漫畫《遠方》（The Far Side）中被創造,之後便成了科學研究、教育界通用的非正式名詞。

## 詞源
“尾刺”由加里·拉尔森（Gary Larson）的漫畫首先創造。 在1982年的《遠方》中，一群的穴居人教授在一个仿现代的演讲厅里被穴居人教授教导说，剑龙尾巴上的尖刺被冠以“已故的萨格·西蒙斯（Thag Simmons）的名字”
该术语最初由丹佛自然与科学博物馆的古生物学家肯·卡彭特（Ken Carpenter）採用。
 ，他在1993年脊椎动物古生物学学会年会上描述該類化石时使用了此术语。此后，Thagomizer被用作非正式的解剖学术语，并由史密森学会，恐龙国家纪念碑，書籍《恐龙大全》（The Complete Dinosaur） 和BBC纪录片《恐龙行星》使用。

## 古生物學

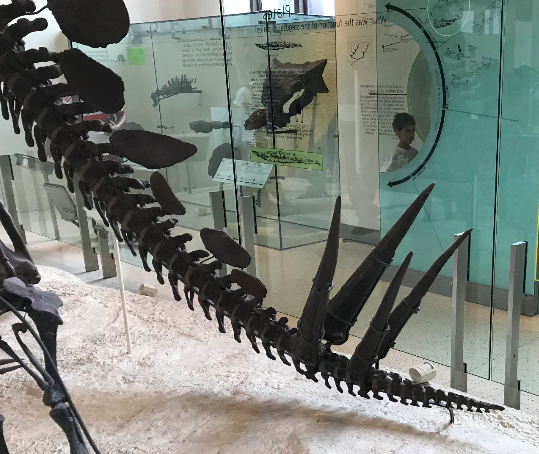
劍龍化石上的尾刺

古生物學界曾對尾刺的作用產生過許多爭論。Gilmore於1914年提出，尾刺是用於展示的 。羅伯特·巴克（Robert Bakker)則指出，劍龍科動物的尾部由於缺乏硬化的皮內骨質，所以比其他鳥臀類動物更加靈活，因此其尾部應該是作為一種武器存在。他还观察到，剑龙可以保持其大型后肢静止不动，并以強壯而短的前肢推動身體，从而轻松地操纵其尾部，从而使其能够灵活地旋转以应对攻击。2010年，人們對埃塞俄比亞釘狀龍 （Kentrosaurus aethiopicus）進行了數據模擬，證明了牠的尾巴可以帶動尾刺在身體周邊擺動，從而進行防禦
。
关节剑龙盔甲的发现表明，至少在某些物种中，这些尖刺从尾巴水平突出，而不是通常描绘的垂直突出。

## 數學

尾刺圖像

2017年，有人提出了“尾刺圖像”，並將其應用於了多分圖K1,1,n。